# Feux de brousse de 2013 en Nouvelle-Galles du Sud
| |  |  |
| Fumées d'incendies de State Mine et Springwood au-dessus de la ville de Sydney l'après-midi du 17 octobre 2013. |  |  |

En 2013, l'État australien de la Nouvelle-Galles du Sud voit l'apparition d'importants feux de brousse, qui se déclenchent ou prennent de l'ampleur à partir du 13 octobre 2013. Ils ont été suivis par d'importants incendies dans la région des montagnes Bleues à partir des 16 et 17 octobre 2013.
Au tout début de janvier 2013, plus de 130 feux de brousses sont décomptés, mais le 9 janvier, leur nombre est de beaucoup diminué à cause de température moins élevé. Cependant, à l'automne, de grandes quantités de combustible ainsi qu'un climat chaud, sec et venteux fournissent des conditions favorisant le déclenchement de feux. Le matin du 18 octobre, plus de 100 feux étaient décomptés dans l'État. Le premier ministre de la Nouvelle-Galles du Sud, Barry O'Farrell, déclare l'état d'urgence le 20 octobre, ce qui autorise les pompiers à évincer les résidents et à démolir les bâtiments atteints par le feu.
Ce sont les pires feux de brousse dans cet État depuis les années 1950. Au 19 octobre 2013, plus de 240 bâtiments ont été détruits dans l'État. Les assureurs estiment les pertes à plus de 94 millions AUD.